# Allium jucundum
Allium jucundum är en amaryllisväxtart som beskrevs av Aleksei Ivanovich Vvedensky. Allium jucundum ingår i släktet lökar, och familjen amaryllisväxter. Inga underarter finns listade i Catalogue of Life.